# Feldherrnhalle

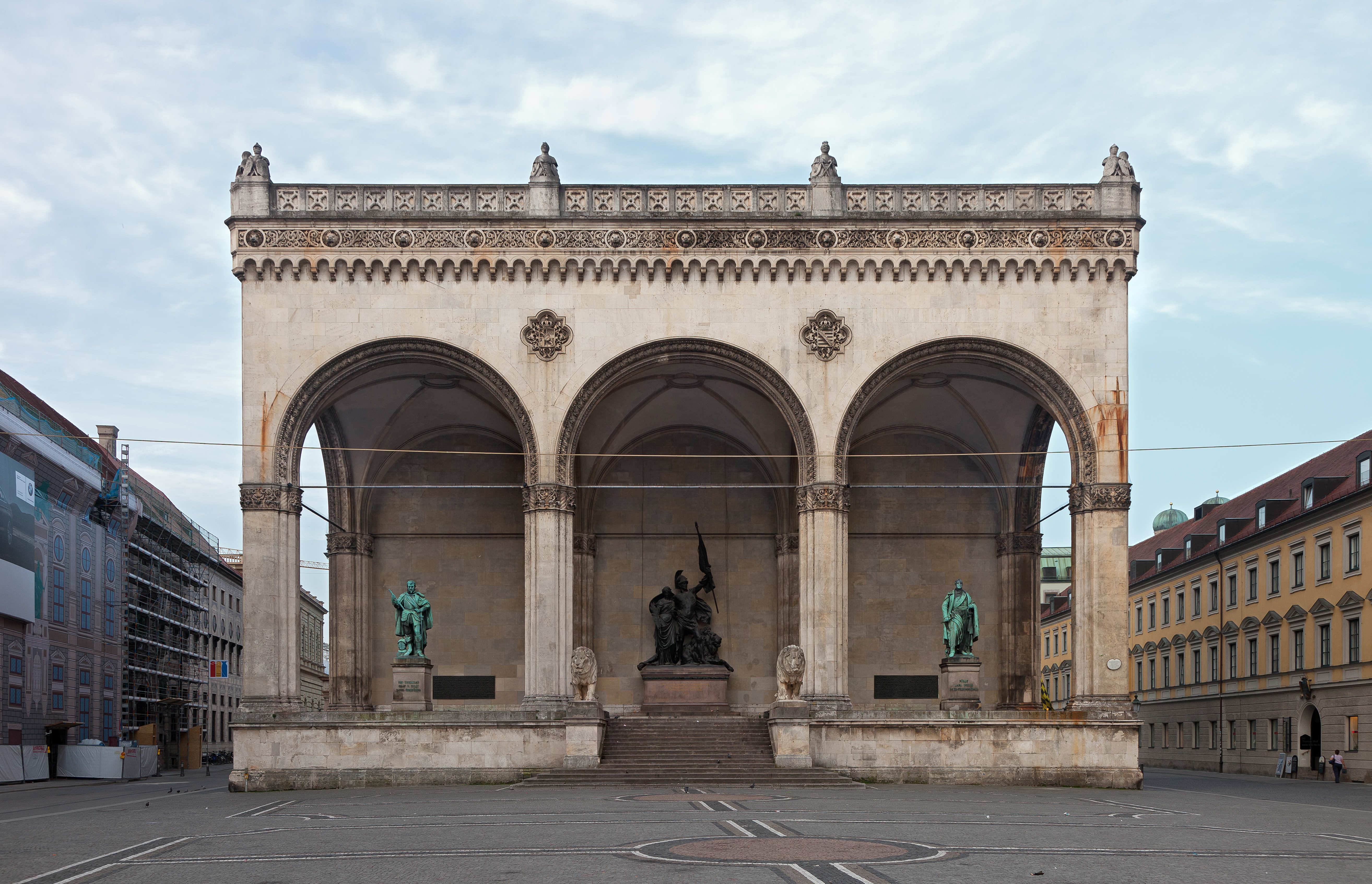
Feldherrnhalle, 2012

Die Feldherrnhalle ist ein klassizistisches Baudenkmal am Odeonsplatz im Bezirk Altstadt-Lehel der bayerischen Landeshauptstadt München. Sie wurde 1841 bis 1844 im Auftrag von Ludwig I. nach Entwurf von Friedrich von Gärtner errichtet. Als Vorlage diente die Loggia dei Lanzi in Florenz.

## Geschichte und Konzeption

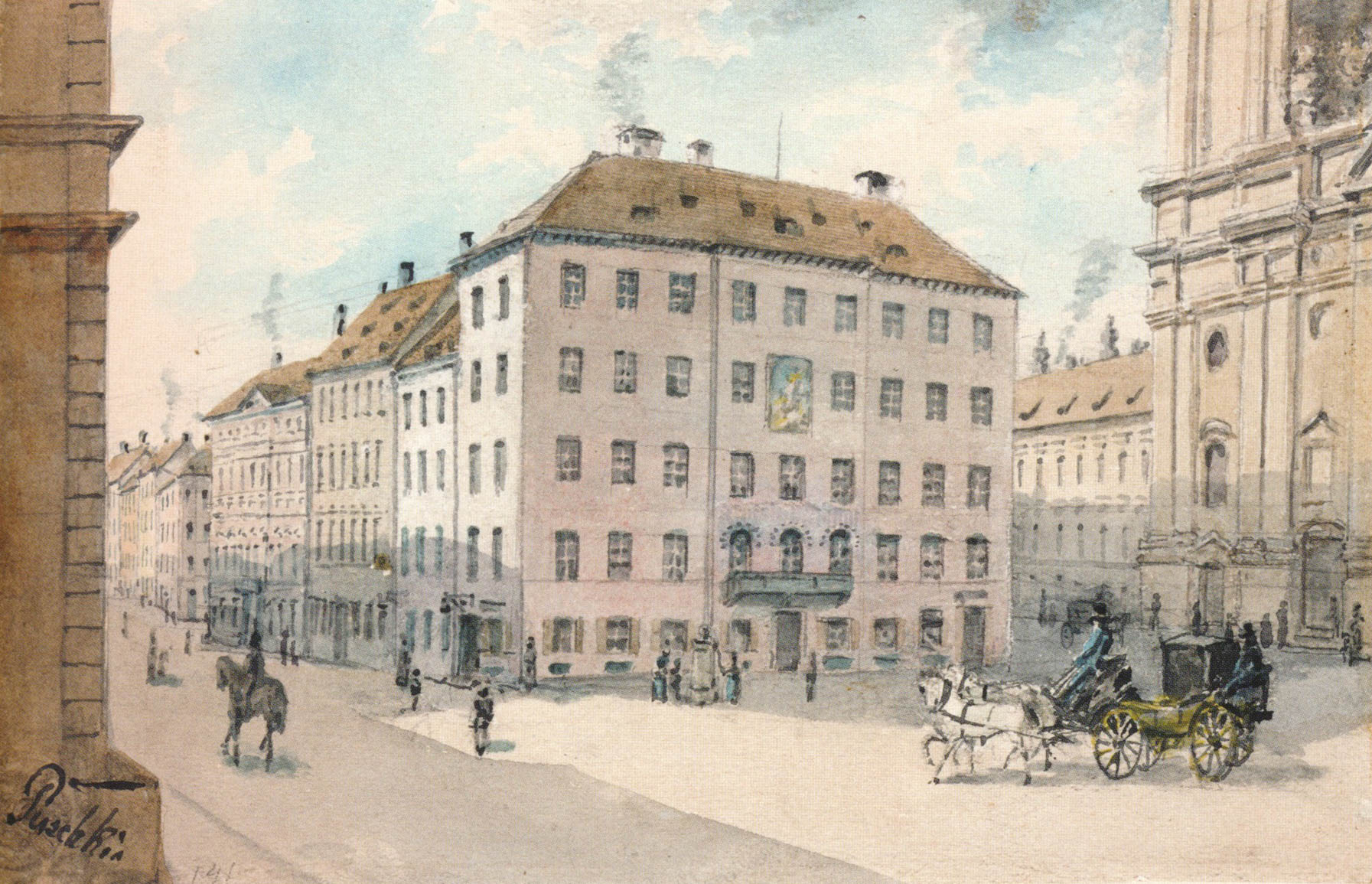
Bierwirtschaft
Zum Bauerngirgl, 1840

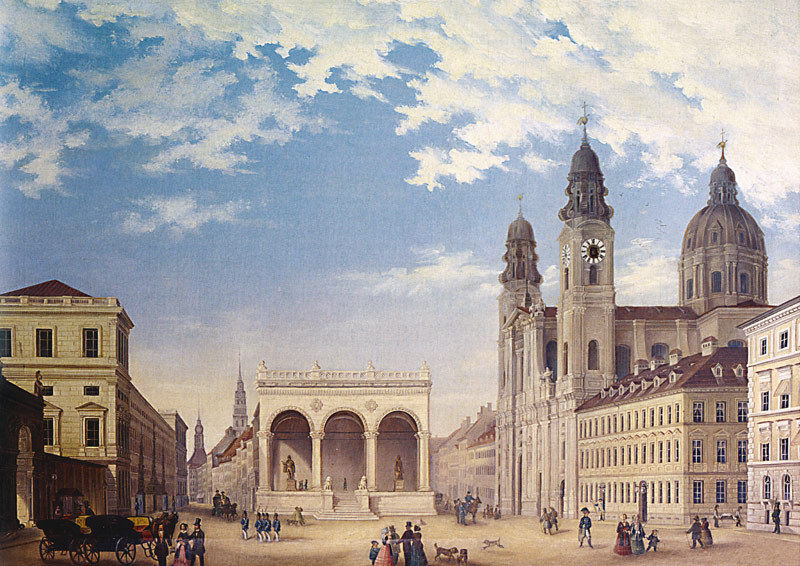
Feldherrnhalle mit Theatinerkirche München vor 1888, Bild von Gustav Seeberger

Die Feldherrnhalle, fälschlicherweise oft „Feldherrenhalle“ geschrieben, wurde in den Jahren von 1841 bis 1844 durch Friedrich von Gärtner im Auftrag König Ludwigs I. nach dem Vorbild der Loggia dei Lanzi in Florenz erbaut. Das Gebäude aus Kelheimer Kalkstein sollte der südliche Auftakt der Ludwigstraße werden, die Ruhe unter die Vielzahl der bis dahin verwirrenden städtebaulichen Achsen bringen sollte. Gleichzeitig sollte der Übergang von der historischen Altstadt zur neuen Prachtstraße harmonischer und repräsentativer gestaltet werden. Daher wurde die Halle anstelle des Wirtshauses Bauerngirgl, des letzten Hauses vor dem Schwabinger Tor, errichtet. Die dem bayerischen Heer gewidmete Halle korrespondiert mit dem einen Kilometer entfernten Siegestor. Das Schwabinger Tor wurde abgerissen, und als Point de vue entstand die Feldherrnhalle. Der Bau sollte in Grundform und Abmessungen der Loggia dei Lanzi in Florenz gleichen, ohne eine Kopie zu sein. Gärtner erhöhte einfach die Freitreppe und ließ dadurch die Anlage monumentaler erscheinen als ihr italienisches Vorbild.
Die Luftangriffe auf München im Zweiten Weltkrieg verursachten an dem Bauwerk nur verhältnismäßig geringe Schäden, die von 1950 bis 1962 behoben wurden. Im März 2025 begann eine Generalsanierung, die drei Jahre dauern und 12,2 Millionen Euro kosten soll.

## Denkmäler
- Graf-Tilly-Standbild (Bronzeguss von Ferdinand von Miller nach Entwurf von Ludwig Schwanthaler)
- Fürst-Wrede-Standbild (Bronzeguss von Ferdinand von Miller nach Entwurf von Ludwig Schwanthaler)
- Bayerisches Armeedenkmal (nach Entwurf von Ferdinand von Miller, 1892)
- Bayerischer Löwe links und rechts der Freitreppe (gefertigt von Wilhelm von Rümann aus Laaser Marmor, 1906)

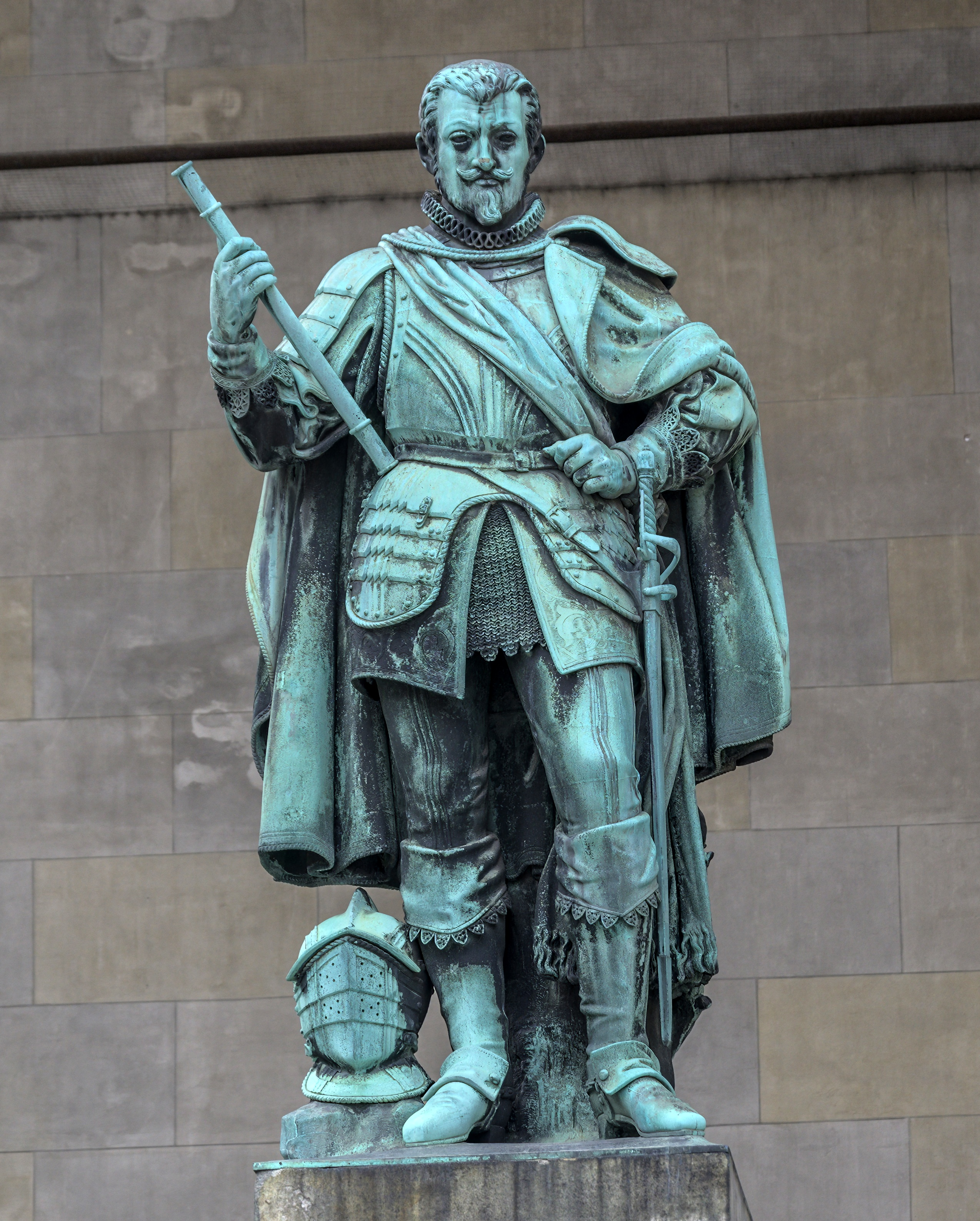
Bronzestandbild von Graf Tilly
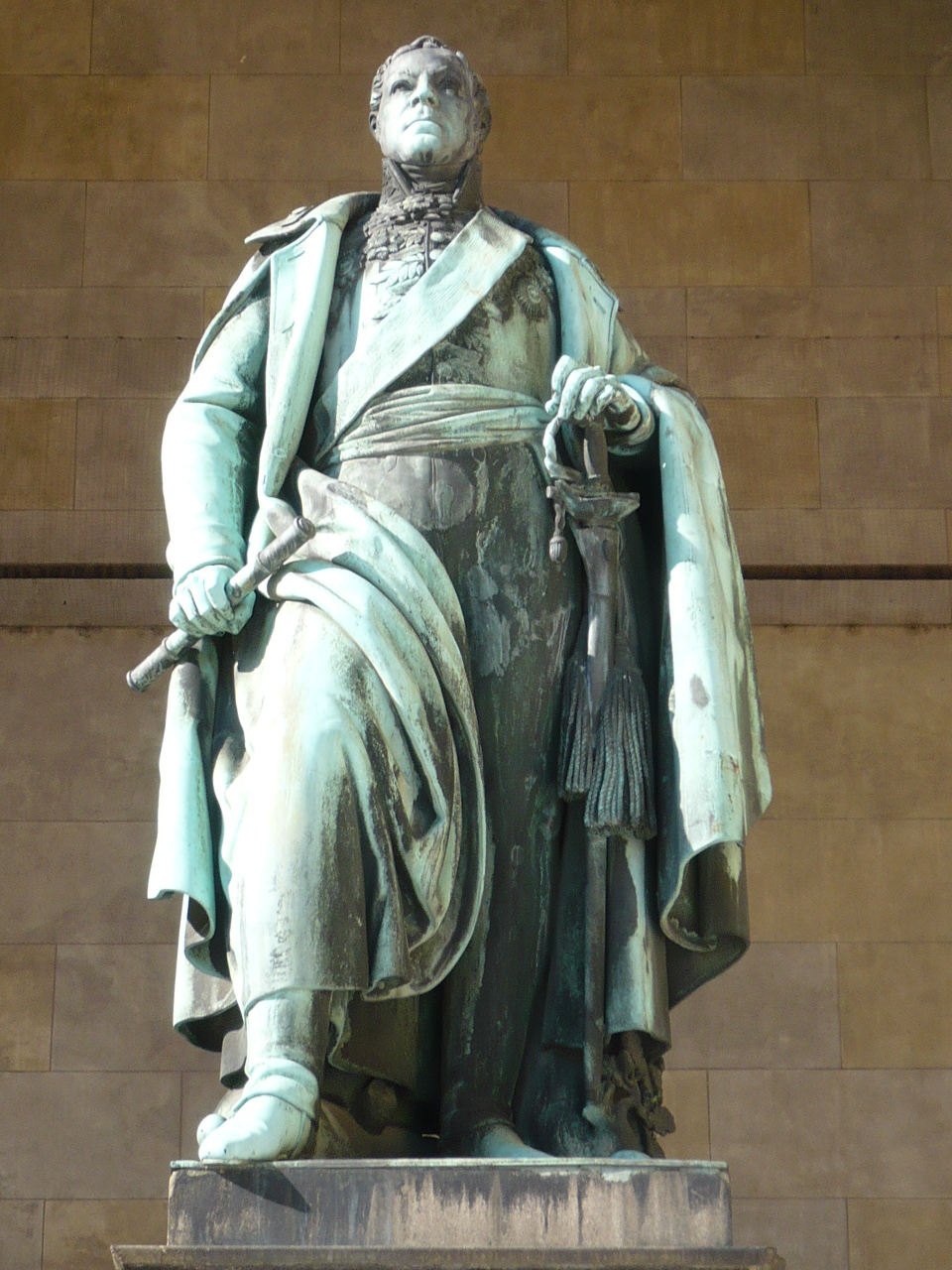
Bronzestandbild von Fürst Wrede
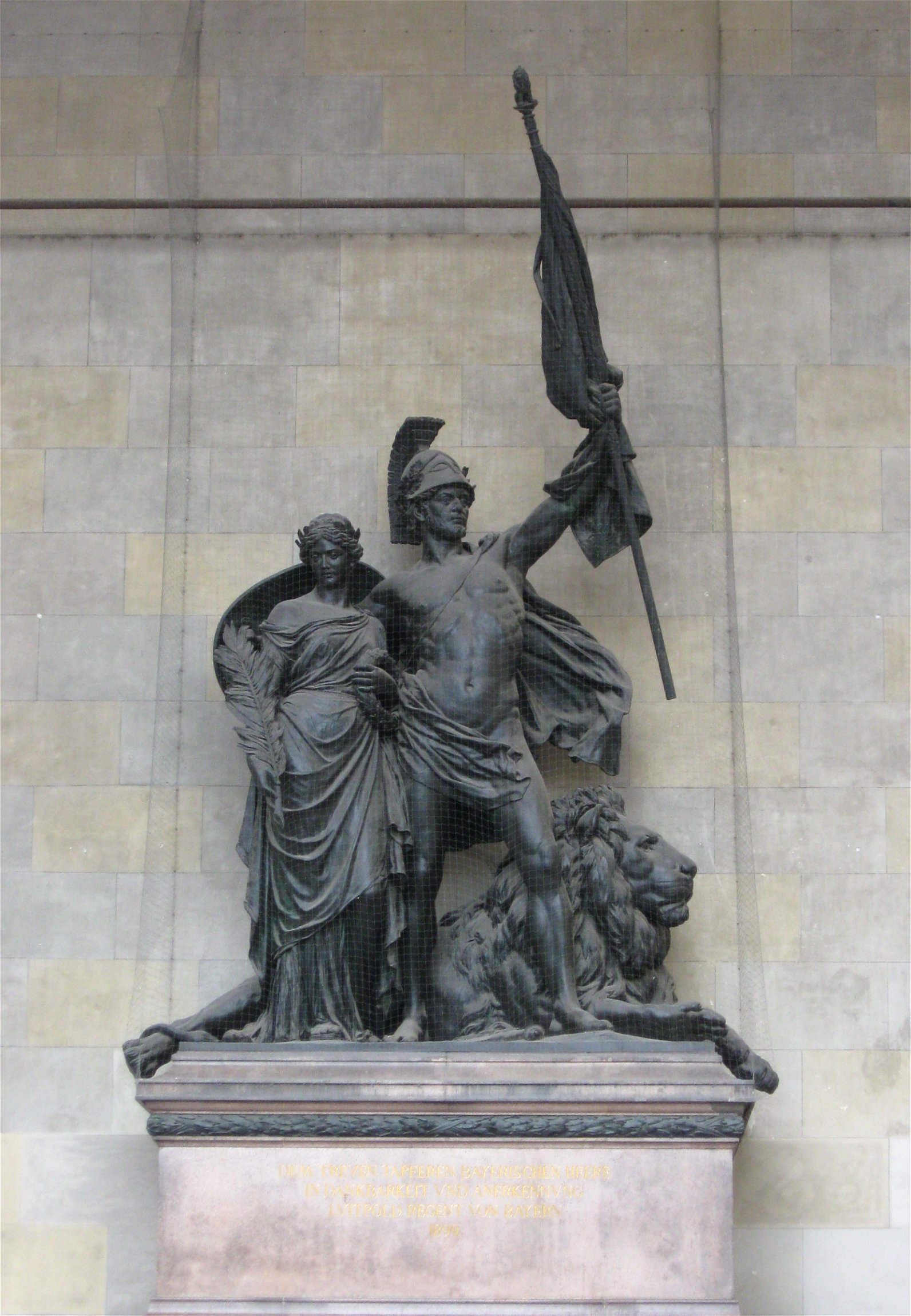
Bayerisches Armeedenkmal
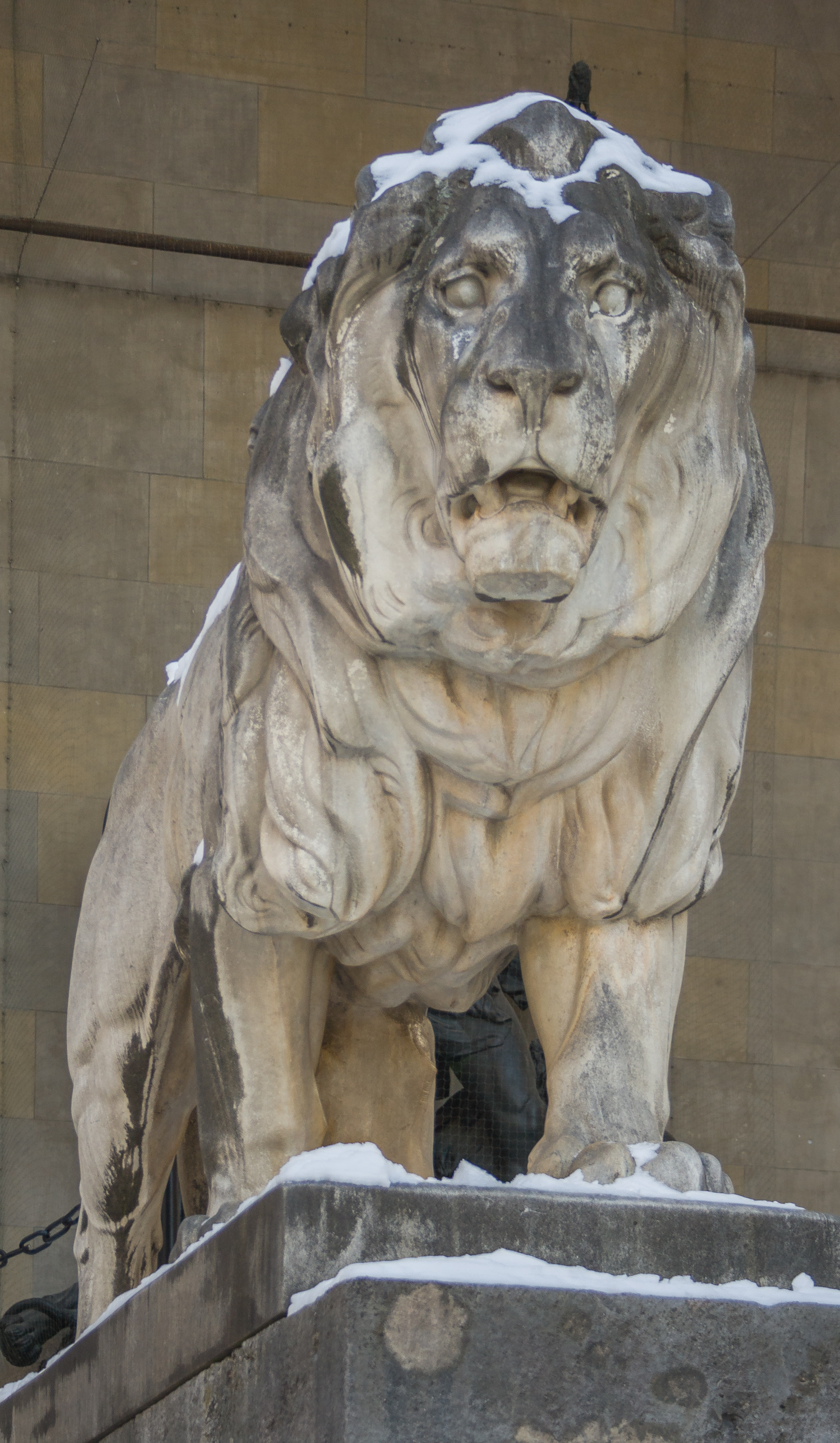
Löwe links der Freitreppe
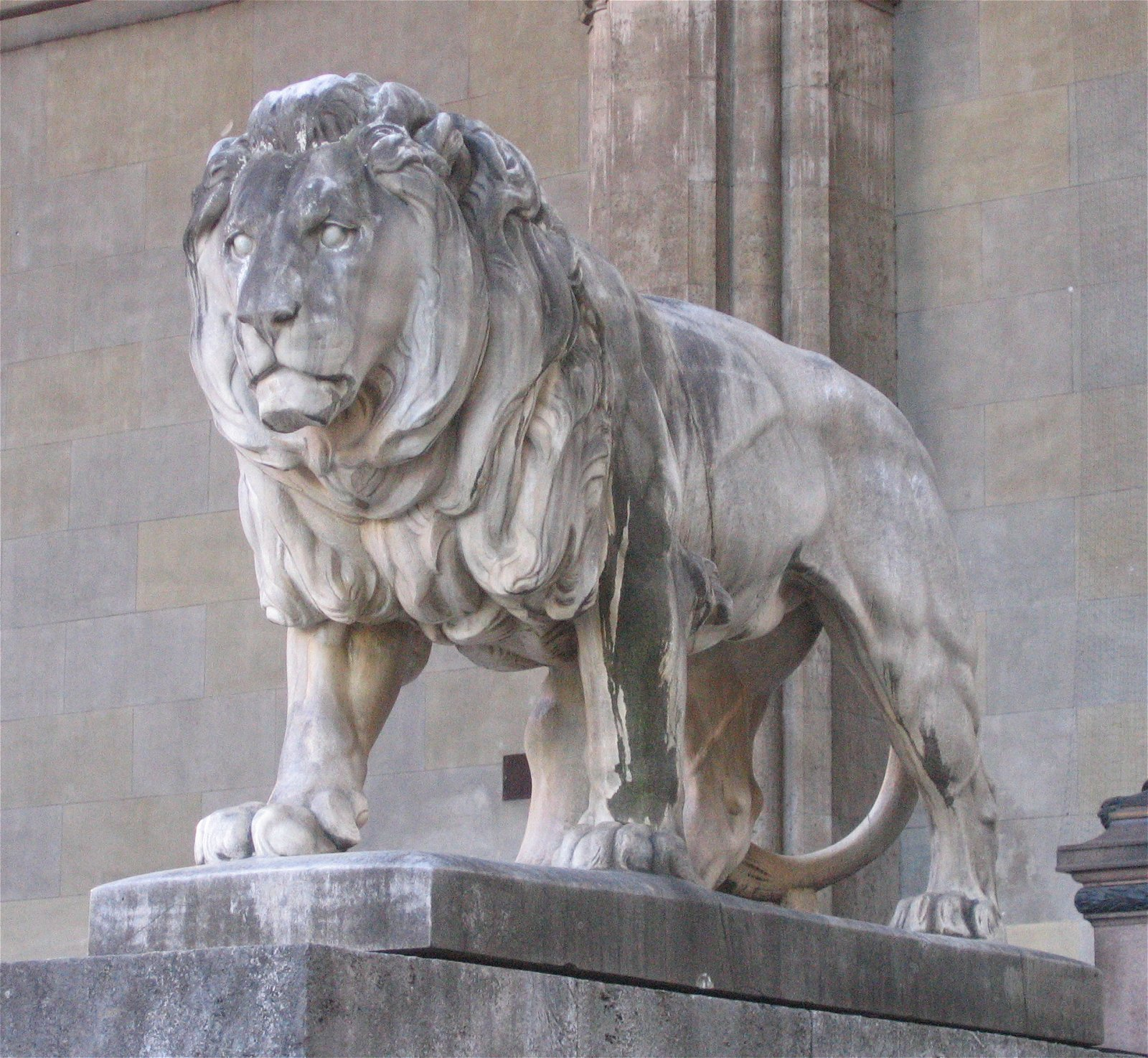
Löwe rechts der Freitreppe

### Feldherrnstandbilder
Zwei Hauptfiguren der bayerischen Militärgeschichte, Graf Tilly und Fürst Wrede, wurden durch Standbilder geehrt, die nach Entwürfen Ludwig von Schwanthalers aus der Bronze eingeschmolzener Kanonen gegossen wurden.

### Armeedenkmal
Am 12. März 1892 wurde auf Wunsch des Prinzregenten Luitpold zu dessen 71. Geburtstag an der Mitte der Rückwand der Feldherrnhalle ein „bayerisches Armeedenkmal“ aufgestellt, das der Inschrift zufolge „dem treuen tapferen bayerischen Heere“ gewidmet war. Die Plastik war aus seiner Privatschatulle finanziert worden. Prinzregent Luitpold wünschte ein Denkmal, das nicht allein auf den deutschen Einigungskrieg von 1870/71 bezogen, sondern auch verdeckt die im Kampf gegen Preußen 1866 gefallenen bayerischen Soldaten ehren sollte. Sterbende oder tote Krieger sollten nicht zu sehen sein und jegliches aggressiv-antifranzösische Element vermieden werden. Ziel war es, den Defensivcharakter des bayerischen Heeres zu betonen. Verzichtet werden sollte auf jegliches Element der Reichssymbolik.
Der Prinzregent wollte keine weiteren Feldherren aufstellen und der Bildhauer und Erzgießer Ferdinand von Miller löste die Aufgabe, indem er einen nahezu nackten antiken Krieger modellierte, der mit seiner rechten Hand seinen Schild über eine ölzweigbekränzte Allegorie des Friedens in Form einer jungen Frau in antikisierenden Gewändern hält. Die Plastik steht auf einem hohen Sockel, dessen Inschrift „Dem treuen tapferen bayerischen Heere in Dankbarkeit und Anerkennung - Luitpold Regent von Bayern - 1892“ lautet. Auf das Kriegsgeschehen, worauf das Denkmal hinweisen soll, wird in der Inschrift also kein direkter Bezug genommen. Das Gesims über der Inschrift ist mit einer ehrenden Lorbeergirlande aus Metall geschmückt. Nur eine Tafel neben dem Denkmal an der Rückwand der Halle gibt direkte Auskunft: „Im siegreichen Kriege gegen Frankreich 1870/71 kämpften, treu verbunden mit den deutschen Bruderstämmen, für Deutschlands Einigung 134.744 Bayern; 3825 starben den Tod für das Vaterland. Führer der beiden bayerischen Armeekorps waren: General Ludwig Freiherr von und zu der Tann-Rathsamshausen und General Jakob Ritter von Hartmann.“
In seiner linken Hand hebt der bärtige Krieger majestätisch ein Fahnentuch an einer Stange empor. Die Spitze der Fahnenstange schmückt ein kleiner bayerischer Löwe. Auf seinem Kopf trägt der Krieger einen eichenblattgeschmückten antiken Helm mit Crista. Die Eichblätter sind als Symbol der Stärke zu deuten. Als Bekleidung dient dem Krieger lediglich ein wehendes Umhangtuch, das von einem Brustriemen gehalten wird und seine Scham bedeckt. Die Nacktheit sollte eine gewisse Überzeitlichkeit visualisieren. Während die Friedensallegorie in ihrer Rechten einen Palmwedel hält, umfasst ihre Linke einen Lorbeerkranz. Die pflanzlichen Symbole stehen für den errungenen Sieg und den darauffolgenden Frieden.
Die Blickrichtungen der beiden Figuren weisen nach außen und sind somit voneinander abgewandt, um die Gegensätzlichkeit der Zustände zu verdeutlichen. Das Schwert des muskulösen Kriegers liegt zu seinen Füßen. Hinter der Figurengruppe ist ein ruhender Löwe als Wappentier des Königreiches Bayern angeordnet, dessen Blick – wie der des Kriegers – nach rechts, also nach Westen, der Richtung des besiegten französischen Gegners, gerichtet ist. Das liegende Schwert, das zusammengehaltene, nichtwehende Fahnentuch sowie der ruhende Löwe sollten als Ende der Feindseligkeiten gedeutet werden.

### Löwen
Die beiden Löwen seitlich der Treppe fanden dort erst im Jahre 1906 ihren Platz. Sie waren ursprünglich für das Prinzregentendenkmal in Nürnberg vorgesehen. Die beiden Marmorfiguren wurden von dem Münchner Bildhauer Wilhelm von Rümann nach einem Löwen aus dem Münchner Tierpark namens Bubi gestaltet.

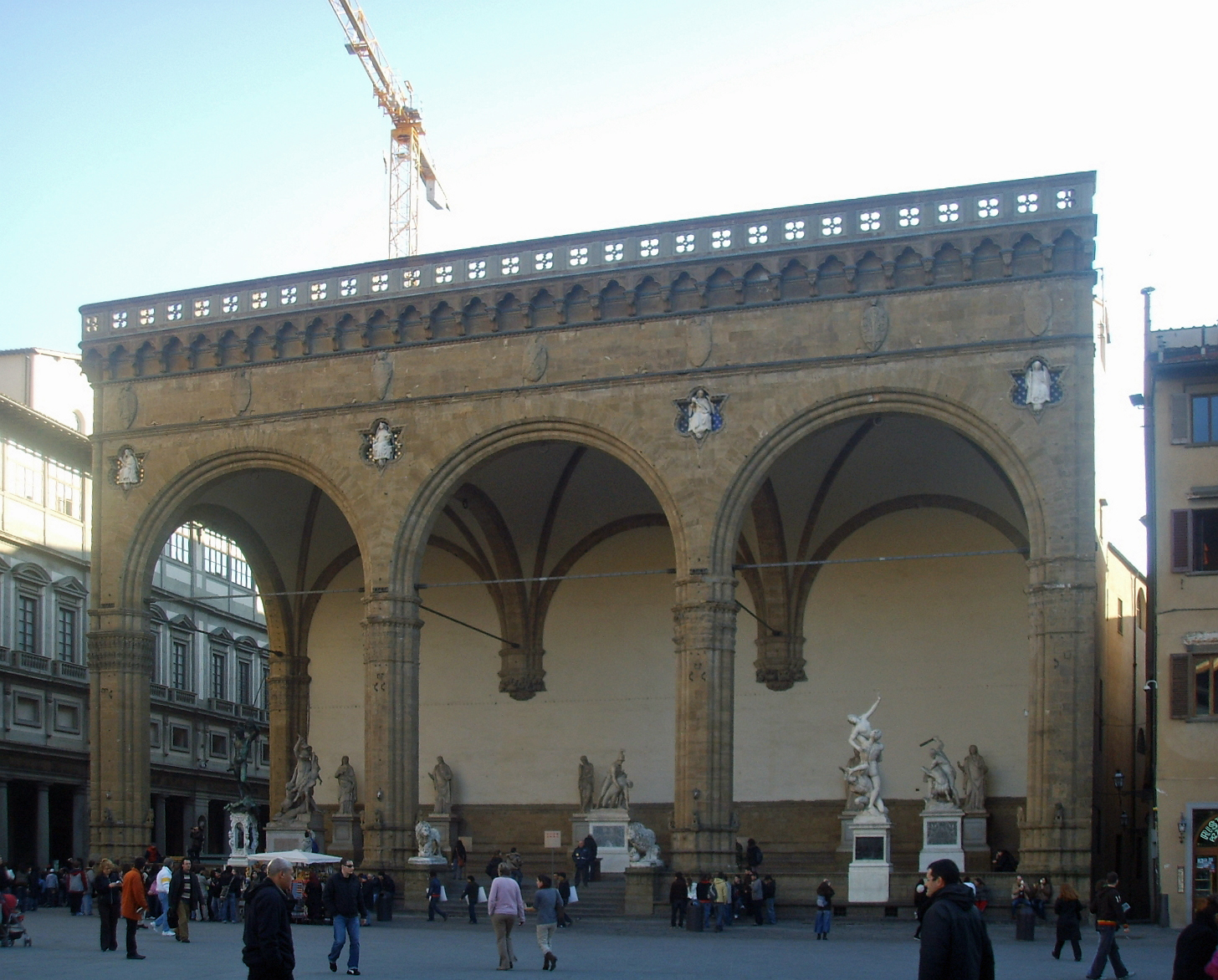
Die Loggia dei Lanzi in Florenz (Vorbild der Feldherrnhalle)
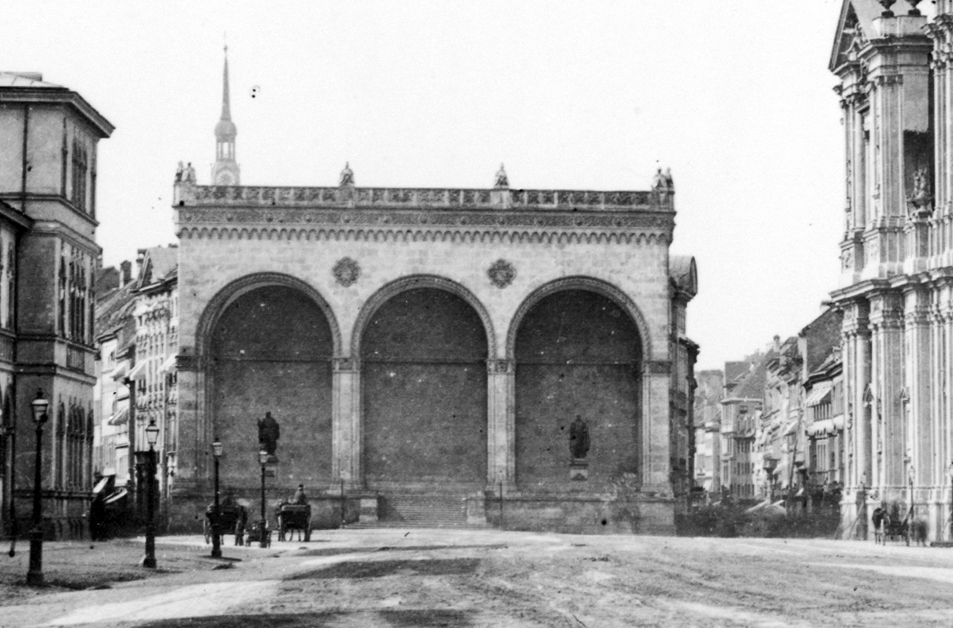
Die Feldherrnhalle vor 1891
- Zustand nach Kriegsende 1945
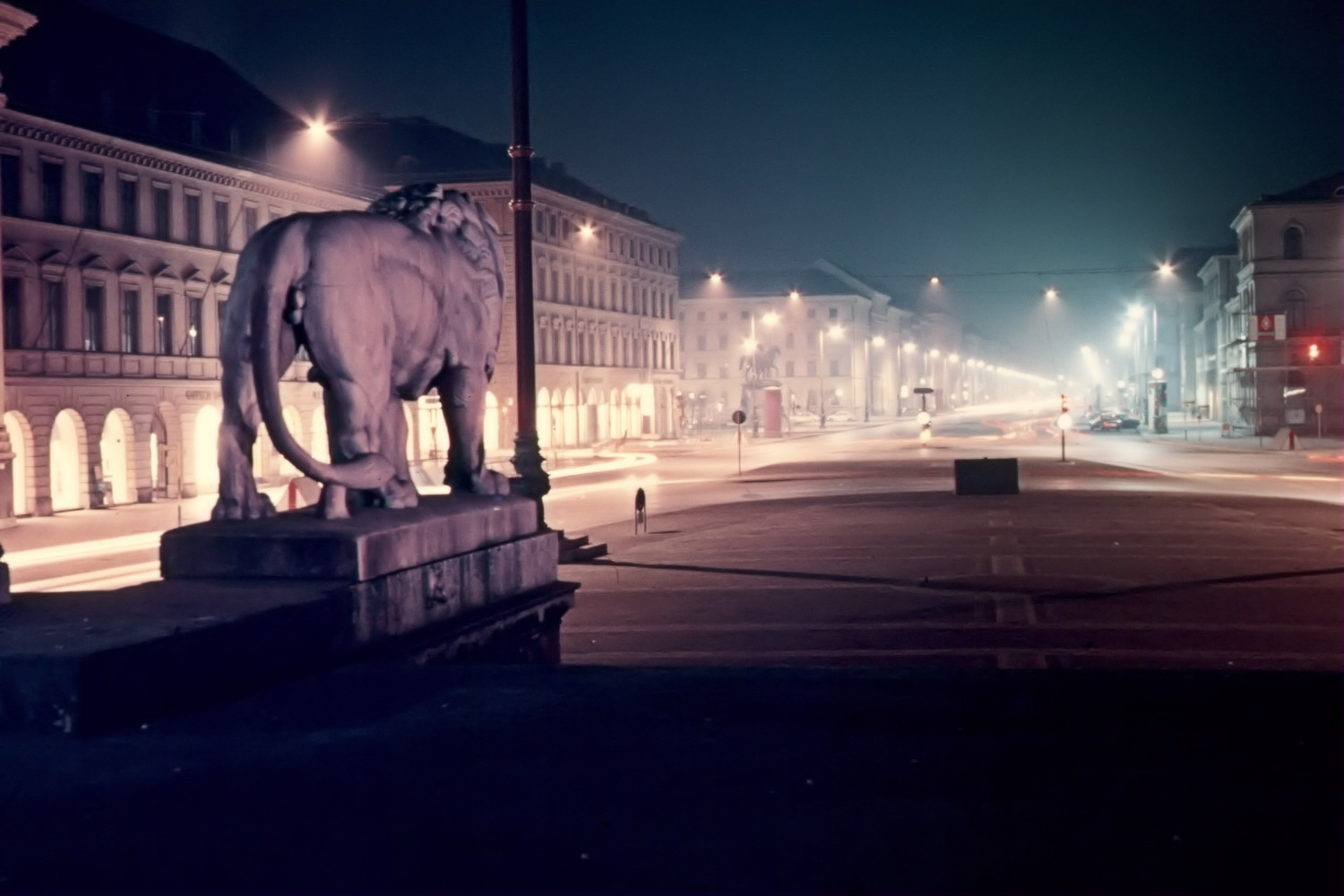
Blick in Richtung Ludwigstraße, 1972
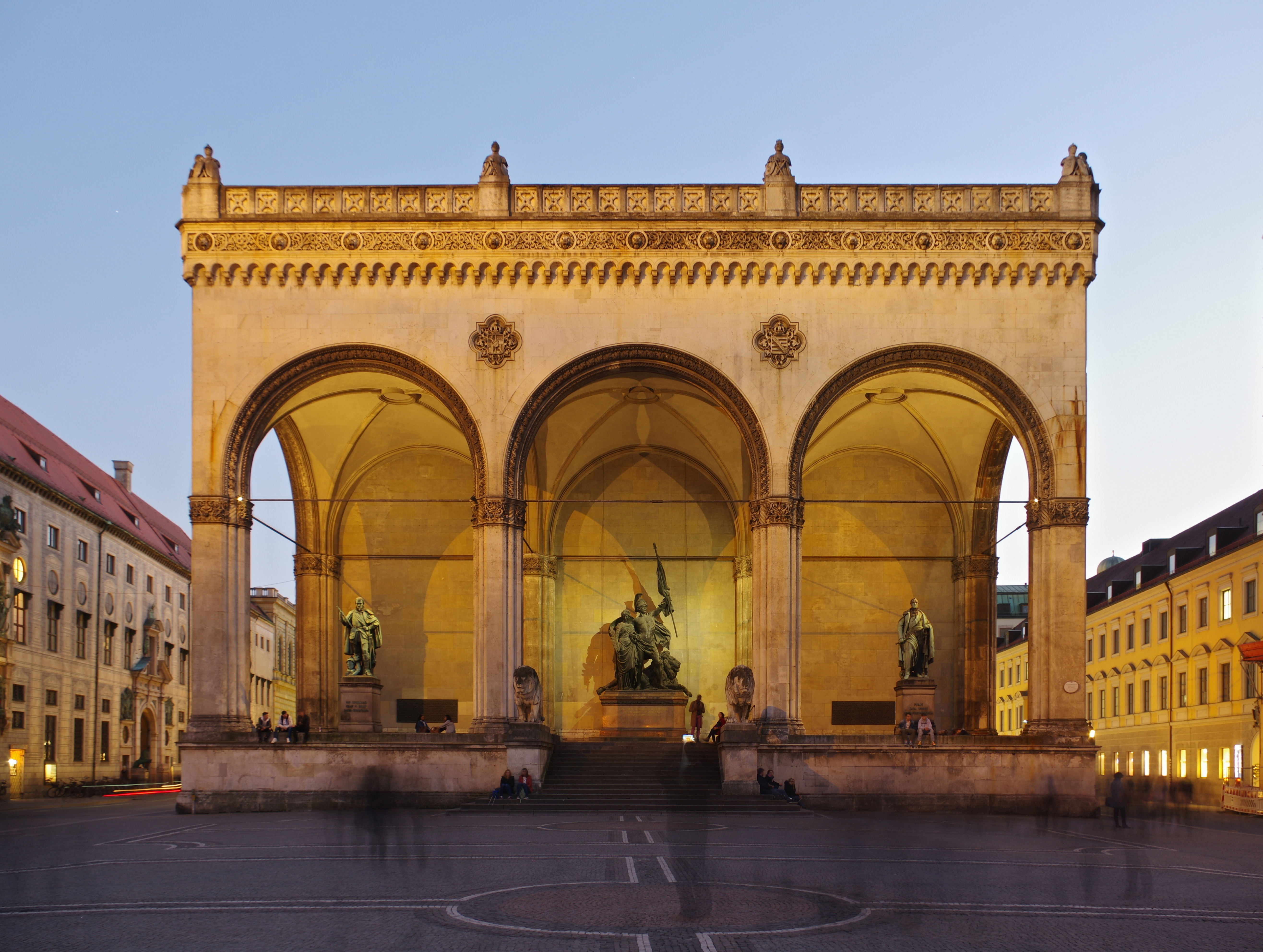
Die Feldherrnhalle bei Nacht
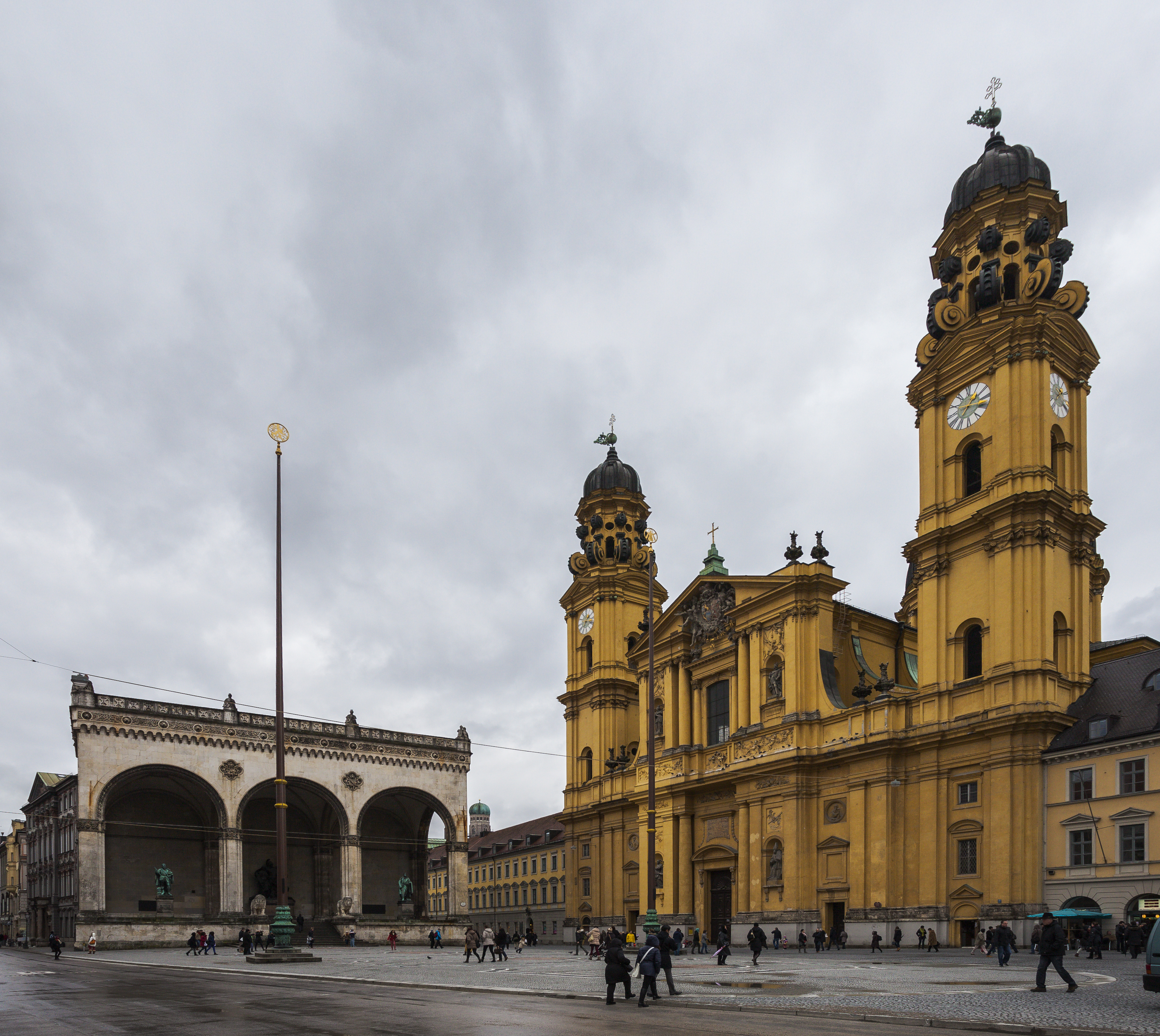
Blick auf die Feldherrnhalle und die Theatinerkirche (rechts)
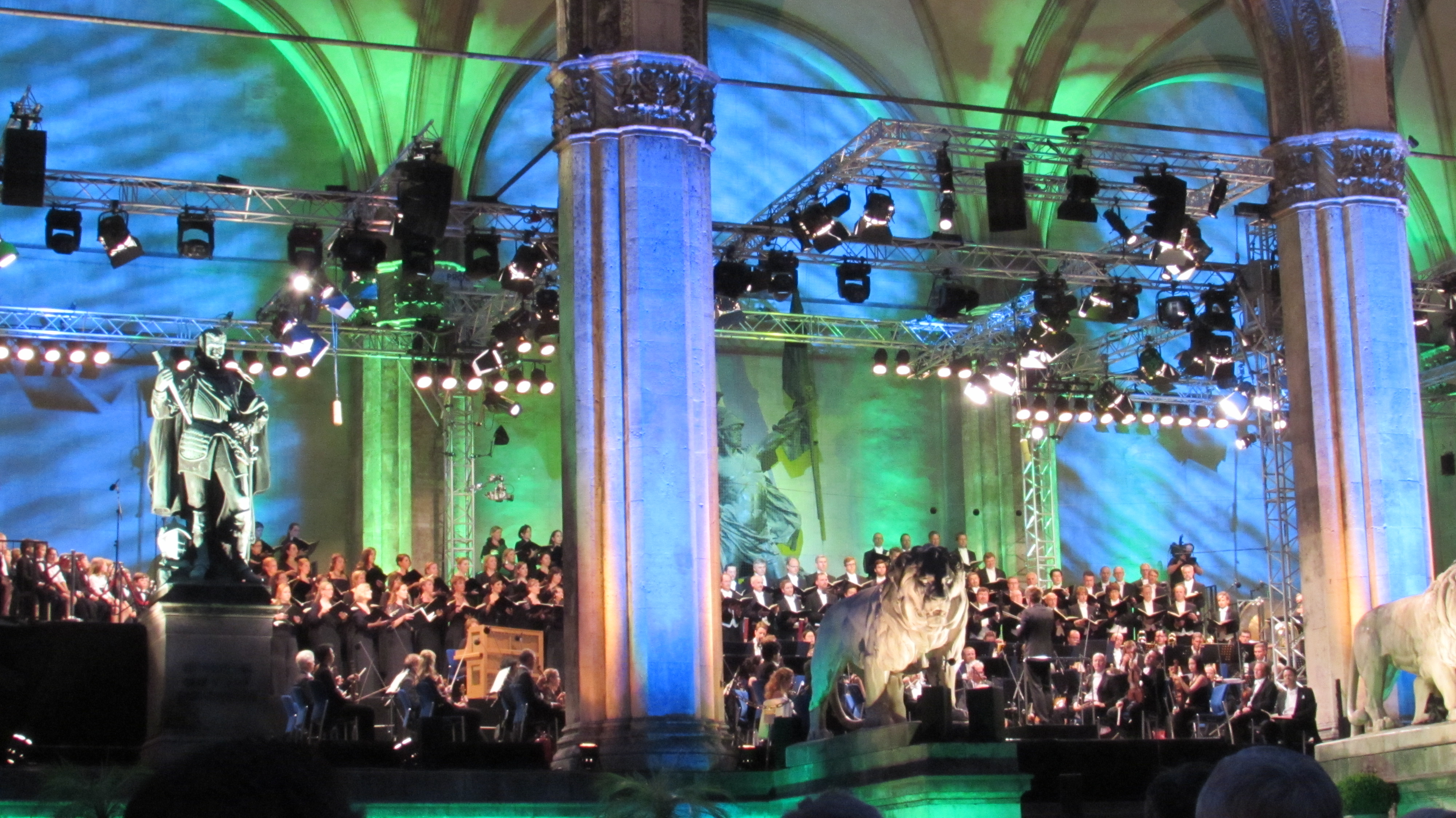
Nutzung als Aufführungsstätte („Klassik am Odeonsplatz“, 2015)

## Hitler-Ludendorff-Putsch 1923
Am Morgen des 9. November 1923, einem Freitag, marschierte Adolf Hitler mit seinen Anhängern auf die Feldherrnhalle zu, wo es zu einer Konfrontation mit der Bayerischen Landespolizei, einem kasernierten Bereitschaftspolizeiverband, kam. Der Marsch im Rahmen des Hitlerputsches wurde blutig gestoppt. Vor der Feldherrnhalle wurden vier Polizisten, dreizehn Putschisten sowie ein unbeteiligter Schaulustiger getötet. Später wurden bei der Erstürmung des Wehrkreiskommandos in der nahe gelegenen Schönfeldstraße zwei weitere Putschisten durch die Bayerische Landespolizei erschossen.
Nach der Machtergreifung 1933 wurde die Feldherrnhalle zu einem besonderen Ort der NS-Propaganda. An der östlichen Seite wurde auf dem oberen Plateau eine Tafel mit den Namen der seinerzeit so genannten Blutzeugen aufgestellt, die von einer Ehrenwache der SS bewacht wurde.
Auf der Rückseite der Tafel war der Satz zu lesen: „Und ihr habt doch gesiegt.“ Darunter war an der Wand eine Plakette mit den Namen der vier getöteten Polizisten der Bayerischen Landespolizei angebracht. Jeder Passant, der an dieser Tafel vorbeikam, war verpflichtet, diese mit dem Hitlergruß zu ehren. Die Tafel wurde nach dem Einmarsch der US-Amerikaner 1945 entfernt.
Gleichzeitig wurde alljährlich der „Marsch auf die Feldherrnhalle“ mit einer Gedenkfeier wiederholt. Bei einem solchen Gedenkmarsch am 9. November 1938 versuchte der Schweizer Maurice Bavaud, Hitler zu erschießen. Am Vorabend des 9. November 1939 ereignete sich eine Sprengstoffexplosion im Bürgerbräukeller, den Hitler kurz zuvor verlassen hatte.

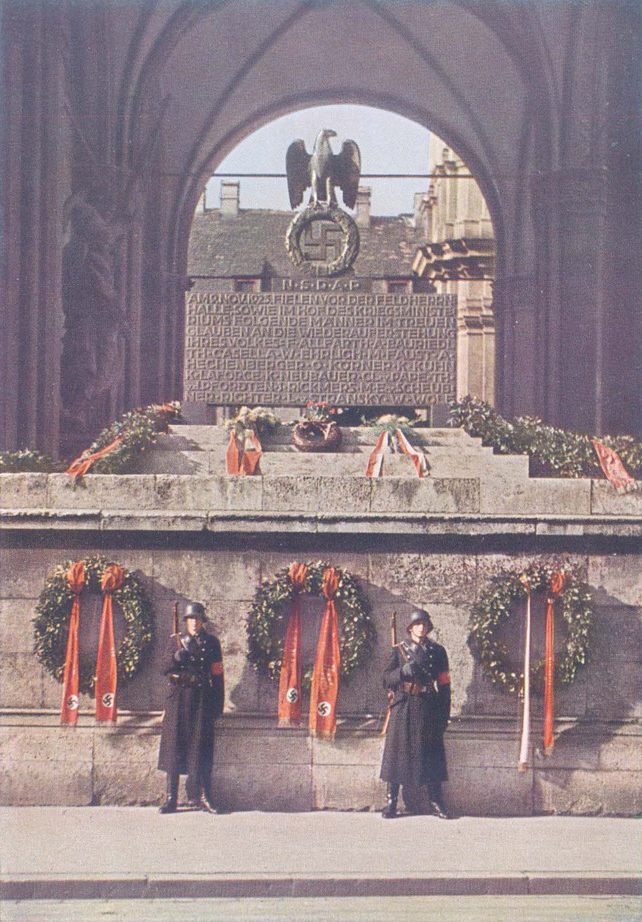
Vorderseite der Ehrentafel für die getöteten Putschisten, 1933
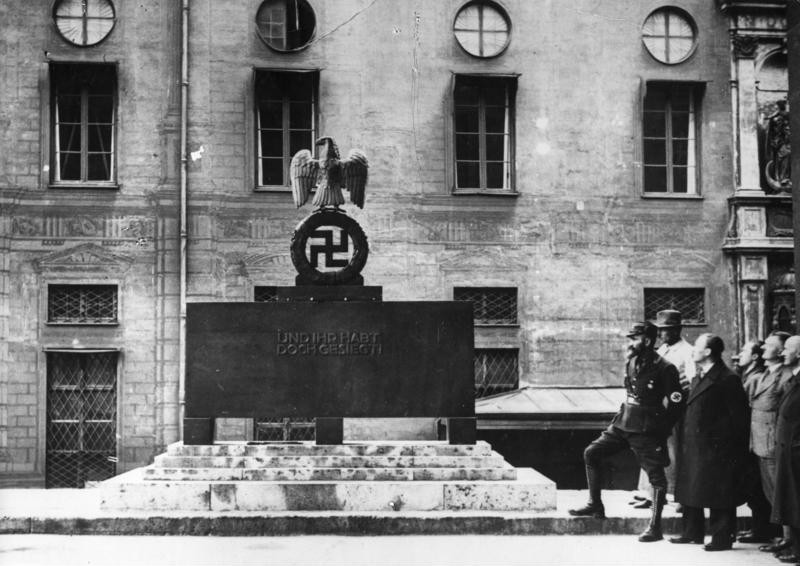
Rückseite, 1933
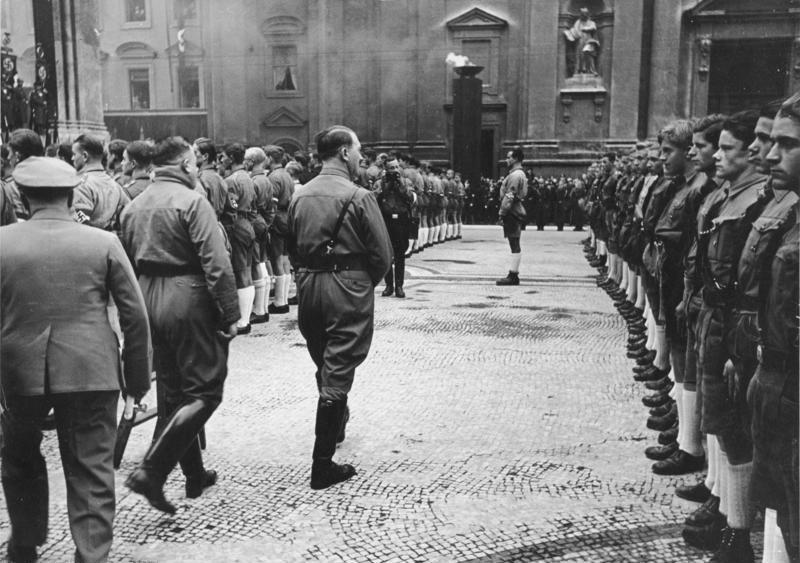
Alljährlicher Marsch auf die Feldherrnhalle am 9. November, hier 1934
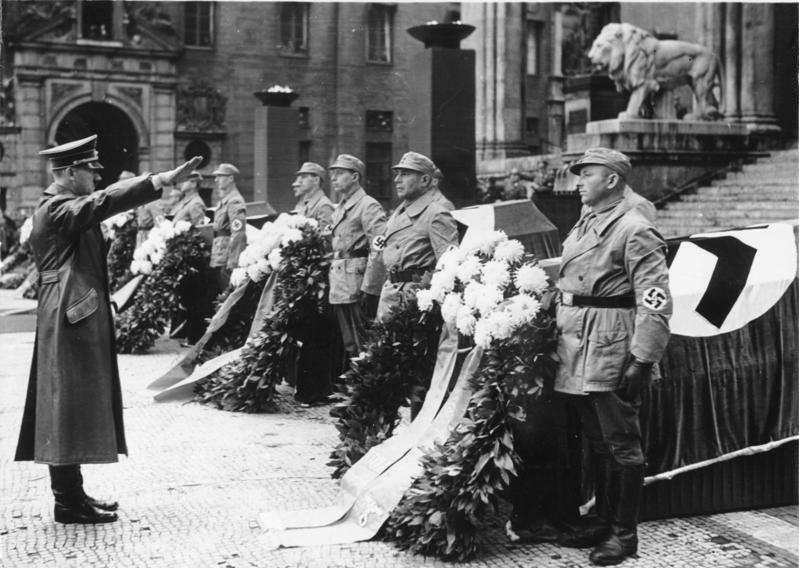
Staatsakt nach dem Anschlag vom 8. November 1939

Aufgrund des großen Symbolwertes, den die Nationalsozialisten der Feldherrnhalle beimaßen, erhielten neben der SA-Standarte „Feldherrnhalle“ folgende Kampfverbände der Wehrmacht den Zusatz „Feldherrnhalle“: Panzerbrigade 106 Feldherrnhalle, Panzerbrigade 110 Feldherrnhalle und Panzergrenadier-Division Feldherrnhalle. Des Weiteren wurde die schwere Heeres-Panzer-Abteilung 503 (s.H.Pz.Abt. 503) im Zuge der Umbenennung und Neuordnungen 1944 in „schwere Heeres-Panzer-Abteilung Feldherrnhalle“ umbenannt.

## Trivia

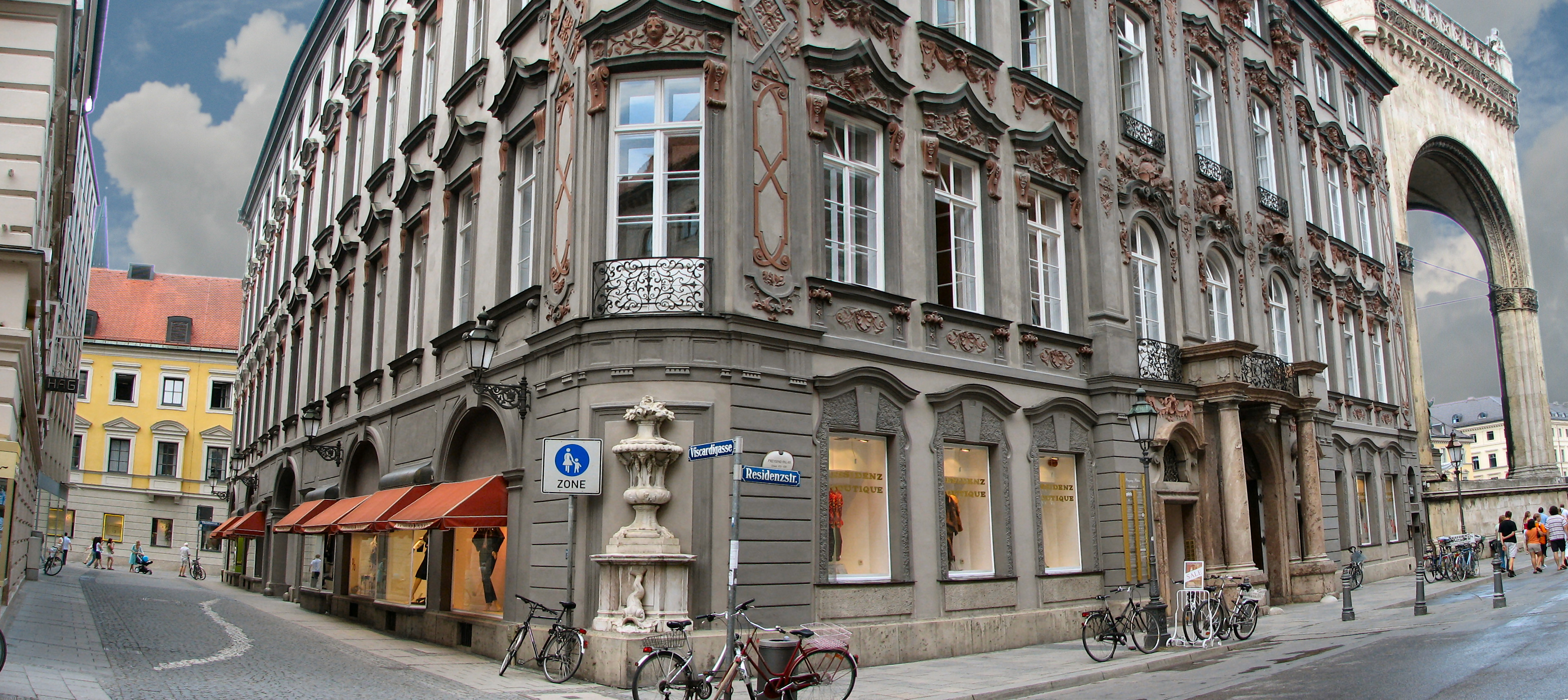
Links die Viscardigasse, rechts die linke, östliche Seite der Feldherrnhalle

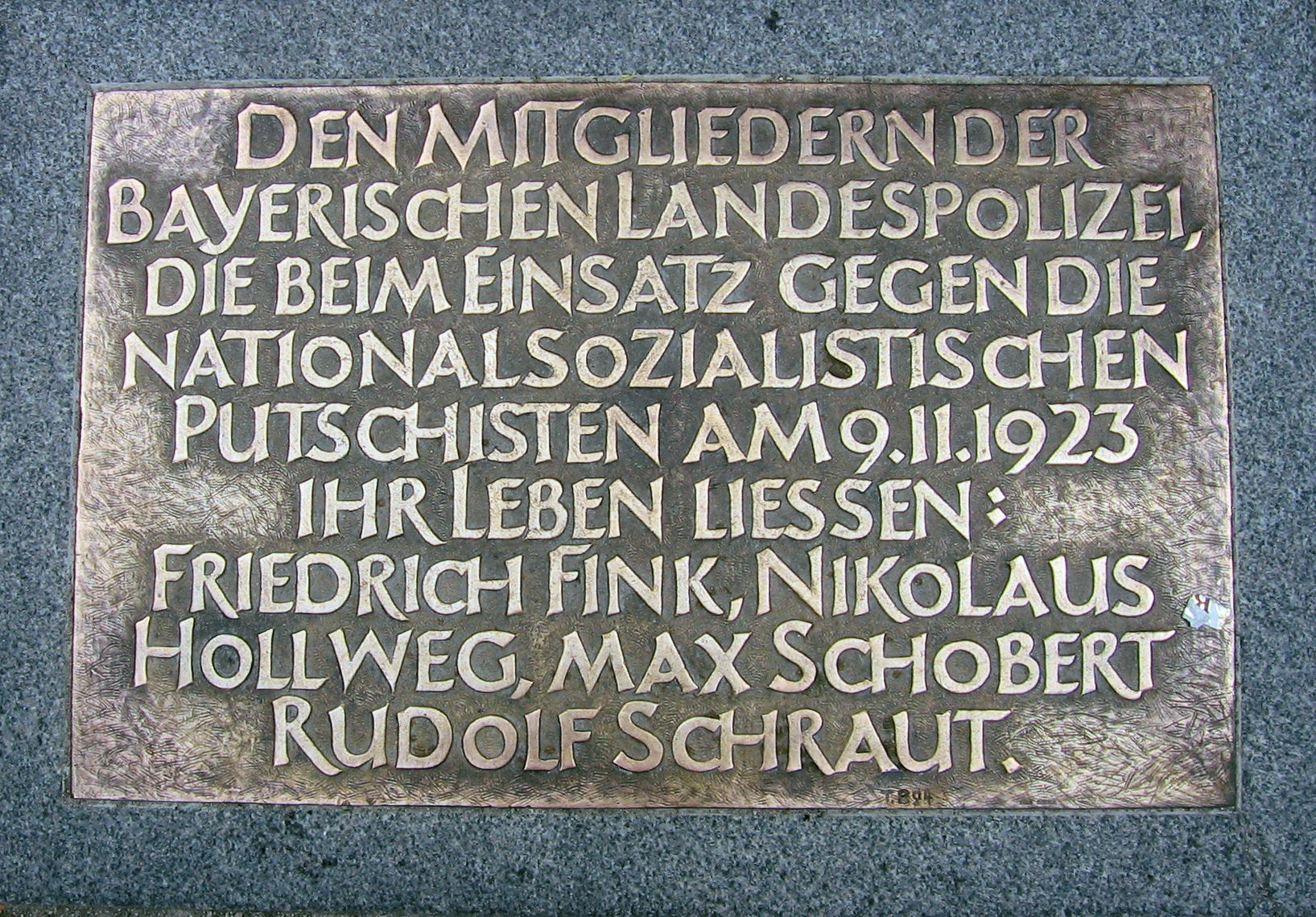
Bodenplatte für die beim Putsch 1923 getöteten Polizisten (bis Februar 2011)

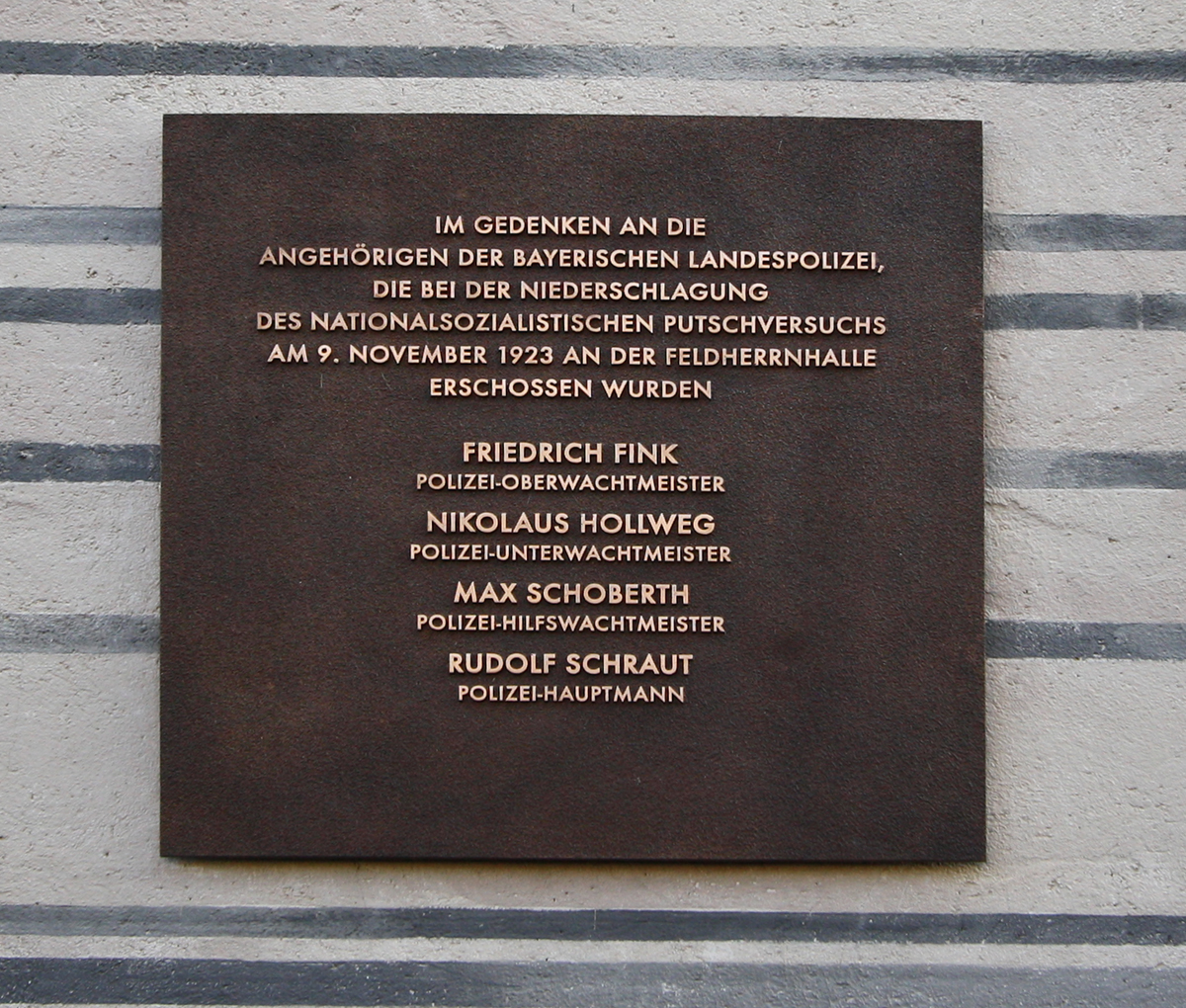
Gedenktafel an der Münchner Residenz (östlich der Feldherrnhalle) für die getöteten Polizisten

- Einige Münchner spotten über die Namensgebung „Bayerische Feldherrnhalle“ unter Anspielung auf Herkunft und strategische Begabung von Tilly und Wrede: „Der eine war kein Bayer, und der andere kein Feldherr“. Hierbei handelt es sich um ein Zitat aus dem Roman Erfolg von Lion Feuchtwanger.
- Um die Huldigung an der Gedenktafel für die damals so genannten „Blutzeugen der Bewegung“ des Hitler-Ludendorff-Putsches 1923 zu vermeiden, gingen viele Passanten von der Residenzstraße über die Viscardigasse hinter der Feldherrnhalle in die Theatinerstraße und gelangten so ohne Hitlergruß zum Odeonsplatz. Die Münchner nennen daher die Viscardigasse teilweise bis heute „Drückebergergassl“.
- Einer der beiden Löwen gilt scherzhaft als bayerischen, der andere preußischen Ursprungs. Die Herkunft ist daran erkennbar, dass der preußische Löwe das Maul offen hat. Eine humorige Anspielung auf die angebliche Gesprächigkeit der Preußen.
- Die im November 1994 vor der Feldherrnhalle eingelassene Gedenkplatte für die vier beim Hitler-Ludendorff-Putsch 1923 getöteten bayerischen Polizisten (Polizei-Oberwachtmeister Friedrich Fink, Polizei-Unterwachtmeister Nikolaus Hollweg, Polizei-Hilfswachtmeister Max Schoberth und Polizeihauptmann Rudolf Schraut) wurde im Februar 2011 entfernt, da am 87. Jahrestag (9. November 2010) eine Gedenktafel an der Wand der gegenüberliegenden Westseite der Residenz enthüllt worden war.[6][7] Die Bodenplatte sei weitgehend unbeachtet geblieben.[8] Vorangegangen war eine 17-jährige Kontroverse zwischen der Landeshauptstadt München und dem Freistaat Bayern, der auf Ministerebene zunächst das Anbringen einer Gedenktafel an der Residenz abgelehnt hatte. Erst im März 2009 konnte in Anschluss an die Erstaufführung des Dokumentar-Spielfilms Hitler vor Gericht bei einem Gespräch mit anschließendem Briefwechsel Einigkeit zwischen Innenminister Joachim Herrmann und Oberbürgermeister Christian Ude über die Anbringung der Gedenktafel am Ort der Schießerei erzielt werden.[9]
- Im April 1995 wurde die Feldherrnhalle zum Schauplatz der Selbstverbrennung des 75-jährigen sudetendeutschen Geschichtsrevisionisten Reinhold Elstner, der damit gegen die Wehrmachtsausstellung protestierte. Er erlag am darauffolgenden Tag seinen Verletzungen. Eine von Rechtsextremen abzuhaltende Mahnwache am Schauplatz wurde 2004 von der Stadtverwaltung untersagt.[10][11]